# Rational Unified Process
Rational Unified Process (RUP) je metodika vývoje softwaru vytvořená společností Rational Software Corporation. Je použitelná pro jakýkoliv rozsah projektu, ale díky vysoké rozsáhlosti RUPu je vhodné přizpůsobit metodiku specifickým potřebám. RUP je vhodnější spíš pro rozsáhlejší projekty a větší vývojové týmy, neboť klade důraz na analýzu a design, plánování, řízení zdrojů a dokumentaci. Pro menší projekty je vhodnější použít některou z méně formalizovaných metodik jako například extrémní programování.

## Šest nejlepších praktik
Metodika RUP vychází z kolekce těchto osvědčených praktik a postupů při vývoji softwaru:
- Iterativní vývoj
- Aktivní správa požadavků
- Komponentová architektura
- Vizuální modelování
- Ověřování kvality software
- Řízení změn

## Fáze projektu
Vývoj projektu má podle RUP tyto fáze:
1. Zahájení
2. Příprava
3. Konstrukce
4. Předávání

Každá z těchto fází (snad kromě té první) může být rozdělena do více částí, zvaných iterace.

## Disciplíny
Jako disciplíny se nazývají činnosti, které provázejí vývoj projektu.
- Tvorba modelu
- Správa požadavků
- Analýza a návrh
- Implementace
- Testování
- Nasazení
- Konfigurace a změny
- Řízení projektu
- Správa prostředí

RUP disciplíny po dobu životní fáze projektu.

Každá disciplína má jinou intenzitu v průběhu vývoje, stejně jako začátek a konec.